# Estados Unidos en los Juegos Olímpicos de Innsbruck 1964
Estados Unidos estuvo representado en los Juegos Olímpicos de Innsbruck 1964 por un total de 90 deportistas, 71 hombres y 19 mujeres, que compitieron en 10 deportes.
El portador de la bandera en la ceremonia de apertura fue el patinador de velocidad Bill Disney.

## Medallistas
El equipo olímpico estadounidense obtuvo las siguientes medallas:
| Nombre          | Deporte               | Evento            |
| --------------- | --------------------- | ----------------- |
| Oro             |                       |                   |
| Terry McDermott | Patinaje de velocidad | 500 m M           |
| Plata           |                       |                   |
| Jean Saubert    | Esquí alpino          | Eslalon gigante F |
| Billy Kidd      | Esquí alpino          | Eslalon M         |
| Bronce          |                       |                   |
| Jean Saubert    | Esquí alpino          | Eslalon F         |
| Jimmy Heuga     | Esquí alpino          | Eslalon M         |
| Scott Allen     | Patinaje artístico    | Individual M      |